# بين جونسون (لاعب كرة قاعدة)
بين جونسون (بالإنجليزية: Ben Johnson)‏ هو لاعب كرة قاعدة أمريكي، ولد في 18 يونيو 1981 في ممفيس في الولايات المتحدة.

## وصلات خارجية
- بين جونسون على موقعبيزبول رفرنس.كوم (الدوري الرئيسي) (الإنجليزية)
- بين جونسون على موقعبيزبول رفرنس.كوم (الدوري الثانوي) (الإنجليزية)